# Bożepole Królewskie
Bożepole Królewskie (do 2009 Boże Pole Królewskie) – wieś kociewska w Polsce, położona w województwie pomorskim, w powiecie starogardzkim, w gminie Skarszewy.
| SIMC    | Nazwa | Rodzaj    |
| ------- | ----- | --------- |
| 0171612 | Ruś   | część wsi |

W latach 1975–1998 miejscowość administracyjnie należała do województwa gdańskiego.